# Lee Hye-young (actriz nacida en 1962)
Lee Hye-young (25 de noviembre de 1962) es una actriz surcoreana.

## Carrera
Comenzó su carrera actuando en 1981 a la edad de 17 años a través de la producción de teatro Sound of Music.
Desde entonces ha actuado en teatro, largometrajes, cortometrajes, y televisión. Fue una de las más destacadas actrices surcoreanas en la década de 1980, protagonista de películas como El Sol Ardiente (1985), Invierno Errante (1986), Boleto (1986), La Edad de Éxito (1988), Partidista de Corea del Norte en Corea del Sur (1990), Paso a Buda (1993), y Ni Sangre ni Lágrimas (2002).
También desempeñó personajes de reparto en los dramas coreanos I'm Sorry, I Love You (2004), Fashion 70's (2005) y Boys Over Flowers (2009).
Después de siete años alejada de las cámaras, volvió a la televisión protagonizando la serie Mother, con el papel de una veterana actriz, madre adoptiva de tres hijas, que padece una enfermedad terminal. El mismo año participó en la serie Lawless Lawyer, como la anterior también del canal tvN. Y por último volvió también al cine con Happy New Year, estrenada en 2022, con el papel de una empresaria que vuelve a Corea para la boda de su hija. Unos meses después se estrenó la película de suspenso Anchor, que en realidad se había rodado entre 2019 y 2020.

## Filmografía

### Cine
- The Old Woman with the Knife (2025)[8]
- A Traveler’s Needs (2024) [9]
- En lo alto (2022)[10]
- Anchor (2022)[7][11]
- Happy New Year (2021)[6][12][13]
- In Front of Your Face (2021)
- The Devil's Game  (2008)
- Low Life (2004)
- No Blood No Tears (2002)
- Hallelujah (1997)
- Mijiwang (1996)
- The Hair Dresser (1995)
- Sudden Change (1994)
- Passage to Buddha (1993)
- Myong-ja Akiko Sonia (1992)
- Blood and Fire (1991)
- Fly High Run Far (1991)
- Winter Dreams Do Not Fly (1991)
- North Korean Partisan in South Korea (1990)
- Korean Connection (1990)
- That Which Falls Has Wings (1990)
- The Second Sex (1989)
- The Age of Success (1988)
- A Dangerous Scent (1988)
- Sa Bangji (1988)
- Hello, God! (1987)
- The Home of Two Women (1987)
- Flower Blooms Even on a Windy Day (1987)
- The Street Musician  (1987)
- Back Car, Front Car (1986)
- Ticket (1986)
- Queen Bee (1986)
- Winter Wanderer (1986)
- The Blazing Sun (1985)
- Between the Knees (1984)
- Mrs. Kim Ma-ri (1983)
- My Mother's Wedding Ceremony (1981)

### Series de televisión
- Bitter Sweet Hell (MBC, 2024)[14][15]
- Kill Heel  (tvN , 2022)
- Lawless Lawyer (tvN , 2018)
- Mother (tvN, 2018).[5]
- Can You Hear My Heart (MBC, 2011)
- Boys Over Flowers (KBS2, 2009)
- Look Back With a Smile (KBS2, 2006)
- Fashion 70's (SBS, 2005)
- I'm Sorry, I Love You (KBS2, 2004)
- And So Flows History (KBS1, 1989-1990)

### Teatro
- Medea (2017)[16]
- Hedda Gabler (2012)
- Singin' in the Rain (2006)
- Jesus Christ Superstar (2000)[17]
- Hamlet (1999)
- The Queen of Tears (1998)
- Yeonsan, a Problematic Figure  (1995)
- House (1994)
- Betrayal (1992)
- Antony and Cleopatra (1992)
- Hymn of Death (1988)
- Romeo 20 (1986)
- Snow White
- Padam Padam Padam
- Past (Josin) Peter
- Evita
- The Fantasticks
- Cabaret
- The Silence of My Beloved
- The Sound of Music (1981)

## Premios y nominaciones
| Año  | Premio       | Categoría                | Nominación            | Resultado | Ref.   |
| ---- | ------------ | ------------------------ | --------------------- | --------- | ------ |
| 2022 | Best Actress | 58th Baeksang Arts Award | In Front of Your Face | Pendiente | [ 18 ] |